# Ford Bronco Sport
O Ford Bronco Sport é um crossover do segmento C vendido pela Ford e comercializado sob o nome do Bronco. O veículo é baseado na plataforma C2 monobloco com tração dianteira, que também é usada pelo crossover Ford Escape e pela picape Maverick.